# Повторный предел
К функции нескольких переменных {\displaystyle f\left(x_{1},\ldots ,x_{n}\right)} можно применить предел по одной из переменных {\displaystyle \ {{x}_{k}}} при фиксированных значениях остальных переменных. Повторный предел — результат выполнения такой операции по каждой переменной.
В то время как предел функции вычисляется при одновременном стремлении всех аргументов к их пределам,  повторный предел получается в результате ряда последовательных предельных переходов по каждому аргументу в отдельности.

## Определение
Рассмотрим функцию двух переменных {\displaystyle f\left(x,y\right)}, определённую в некоторой проколотой окрестности точки {\displaystyle \left({{x}_{0}},{{y}_{0}}\right)}. Для каждого фиксированного значения переменной {\displaystyle x} рассмотрим предел:
{\displaystyle \varphi \left(x\right)={\underset {y\to {{y}_{0}}}{\mathop {\lim } }}\,f\left(x,y\right)}
Будем считать, что {\displaystyle \varphi \left(x\right)} существует и определена для каждого значения {\displaystyle x}. В результате получим функцию одной переменной. Теперь рассмотрим предел {\displaystyle \varphi \left(x\right)}:
{\displaystyle A={\underset {x\to {{x}_{0}}}{\mathop {\lim } }}\,\varphi \left(x\right)}
Если этот предел существует, то говорят, что {\displaystyle A} есть повторный предел функции {\displaystyle f\left(x,y\right)} в точке {\displaystyle \left({{x}_{0}},{{y}_{0}}\right)}.
{\displaystyle A={\underset {x\to {{x}_{0}}}{\mathop {\lim } }}\,{\underset {y\to {{y}_{0}}}{\mathop {\lim } }}\,f\left(x,y\right)}
Аналогично мы можем сначала фиксировать переменную {\displaystyle y} и брать предел по переменной {\displaystyle x}. В этом случае мы также получим повторный предел, но, вообще говоря, другой:
{\displaystyle B={\underset {y\to {{y}_{0}}}{\mathop {\lim } }}\,{\underset {x\to {{x}_{0}}}{\mathop {\lim } }}\,f\left(x,y\right)}
Это определение можно распространить и на функции нескольких переменных {\displaystyle f\left({{x}_{1}},\ldots ,{{x}_{n}}\right)}.

## Равенство повторных пределов
Пусть функция {\displaystyle f(x,y)} определена в проколотой окрестности точки {\displaystyle (a,b)}.
Если существует (конечный или нет) двойной предел 
{\displaystyle \lim \limits _{(x,y)\to (a,b)}f(x,y)=A}
и если при любом {\displaystyle y} из проколотой окрестности точки {\displaystyle a} существует конечный предел по {\displaystyle x}
{\displaystyle \varphi (y)=\lim _{x\to a}f(x,y)}
то существует повторный предел
{\displaystyle \lim _{y\to b}\varphi (y)=\lim _{y\to b}\lim _{x\to a}f(x,y)}
и равен двойному.